# Thrène à la mémoire des victimes d'Hiroshima
Tren ofiarom Hiroszimy (en français Thrène à la mémoire des victimes d'Hiroshima), qui à l'origine devait s'appeler 8'37, est une composition musicale de 52 instruments à cordes (24 violons ; 10 altos ; 10 violoncelles ; 8 contrebasses) composée en 1959 par Krzysztof Penderecki, compositeur polonais (né le 23 novembre en 1933) qui a reçu le troisième prix au concours de composition « Grzegorz Fitelberg » à Katowice en 1961. La composition a remporté le prix Tribune Internationale des Compositeurs UNESCO la même année,. L'œuvre est créée en mai 1961 à la Radio de Varsovie.
Dans cette œuvre qui reprend la thématique du thrène de la Grèce antique, Penderecki rend hommage aux victimes de la bombe atomique de la ville japonaise Hiroshima, ville bombardée par les Américains à la fin de la Seconde Guerre mondiale (le 6 août 1945).

## Histoire
La composition a rapidement suscité un énorme intérêt dans le monde entier, elle obtient des récompenses dans de nombreux pays et a rendu dès lors le jeune Penderecki célèbre.

« [la pièce] n'existait que dans mon imagination de manière assez abstraite. À la suite de l'enregistrement de Jan Krenz, quand j'ai pu écouter une interprétation vivante, j'étais frappé par la charge émotionnelle de l'œuvre et je trouvais dommage de la condamner à l'anonymat de ces chiffres. J'ai cherché des associations et, finalement, j'ai décidé de la dédier aux victimes d'Hiroshima. »

Dans While reading the score (« en lisant la partition »), Tadeusz Zielinski écrit en 1961 : 

« On peut admirer l'esprit d'invention et l'ingéniosité en matière de couleurs de Penderecki. Pourtant on ne peut correctement évaluer le Thrène avant qu'il n’ait été entièrement écouté, car c’est seulement alors que l’on est frappé par ce fait étonnant : tous les effets se sont avérés servir de prétexte pour concevoir une œuvre d'art profonde et dramatique ! »

En effet, le morceau tend à laisser une impression à la fois solennelle et catastrophique, gagnant sa classification comme thrène.
Le 12 octobre 1964, Penderecki écrit : « Puisse le Thrène exprimer ma ferme conviction que les sacrifices d'Hiroshima ne soient jamais oubliés et perdus. »

## La formation instrumentale
Thrène à la mémoire des victimes d'Hiroshima est joué par un ensemble de 52 instruments à cordes : 24 violons, 10 altos, 10 violoncelles et  8 contrebasses.
L’orchestre est utilisé de manière peu traditionnelle avec les 52 instruments à cordes qui créent des atmosphères particulières. Les possibilités sonores des cordes sont poussées à l’extrême, procurant des sensations sonores inédites. Il n’y a pas de pulsation rythmique, utilisation d'un temps lisse. Il n’y a pas non plus de mélodies mais uniquement des atmosphères, des climats.
Cette composition est atonale.

## La partition
Le temps est indiqué en secondes. (8'37 était à la base le nom de l'œuvre). On peut voir des éléments de notation traditionnelle, mais aussi des dessins et symboles choisis par le compositeur.

## Six parties distinctes
- 1re partie : de 0 min 0 s à 1 min 24 s : cluster (grappe sonore dissonante) avec des entrées décalées des groupes de cordes sur les notes les plus aiguës possibles, sons tenus, stridents et registre suraigu symbolisant les cris et les hurlements des victimes. Après un bref silence, les sons tenus se transforment en oscillations symbolisant les hurlements qui se transforment en plaintes.
- 2e partie : de 1 min 25 s à 2 min 17 s : sons martelés avec la technique du col legno (sur le bois de l’archet), notes très rapides passant dans toutes les voix symbolisant la panique et le désordre.
- 3e partie : de 2 min 18 s à 4 min 29 s : glissandi de clusters des cordes qui s’élargissent ou se rétrécissent vers l’aigu ou le grave, impression de sirènes laissant place à l’angoisse et la stupeur.
- 4e partie : de 4 min 30 s à 6 min 39 s : suite des dissonances, cluster en crescendo qui s’éteint progressivement pour laisser place au vrombissement dans le grave des violoncelles et des contrebasses (impression d’un avion qui s’éloigne) puis à un silence.
- 5e partie : de 6 min 40 s à 9 min 6 s : la couleur change totalement, évocation d’un chaos avec une écriture totalement éclatée, chaque instrument devenant simultanément soliste, combinant différentes techniques de jeu avec des notes jouées normalement. Progressivement le chaos s’organise, avec le retour progressif à une superposition de clusters, se terminant par un bref silence.
- 6e partie : de 9 min 7 s à 10 min 0 s : retour à un cluster final aux 52 cordes en decrescendo jusqu’à la fin.

## Utilisations
- En 1985, l'œuvre est au programme de l'option musique au baccalauréat général.
- En 1991, le groupe de rock gallois Manic Street Preachers a échantillonné une partie de Thrène à la mémoire des victimes d'Hiroshima dans l'introduction du titre You Love Us (« Tu nous aimes »).
- En 2006, la composition est utilisée dans la bande son du film Les Fils de l'homme, réalisé par Alfonso Cuarón.
- En 2009, SebastiAn, musicien électronique français produit sur le label Ed Banger, s'est inspiré du thrène pour la création de son morceau Threnody.
- En 2011, le court-métrage québécois 3-089 présente la pièce dans son ensemble comme bande sonore du film.
- En 2017, David Lynch utilise le morceau dans l'épisode 8, saison 3 de Twin Peaks.